# Olufemi Ajayi
Olufemi Ajayi (ur. 28 maja 1985) − nigeryjski bokser kategorii półśredniej.

## Kariera amatorska
5 kwietnia 2005 został mistrzem Nigerii w kategorii półśredniej. W finale pokonał na punkty rodaka Michaela Jamesa. 13 kwietnia 2005 został mistrzem Afryki strefy trzeciej w kategorii półśredniej. Na przełomie kwietnia i maja rywalizował na mistrzostwach Afryki, które rozgrywane były w marokańskim mieście Casablanca. Zdobył na mistrzostwach Afryki brązowy medal, przegrywając w półfinale na punkty z Algierczykiem Rachidem Hamanim. W listopadzie 2005 był uczestnikiem mistrzostw świata w Mianyang. Ajayi przegrał tam swój pierwszy pojedynek z reprezentującym Holandię Orhanem Öztürkiem.
W 2006 zdobył brązowy medal na igrzyskach Wspólnoty Narodów w Melbourne. Rywalizację rozpoczął od zwycięstwa nad Johannesem Mwetupungą, pokonując go przed czasem w drugiej rundzie. W pojedynku 1/8 finału igrzysk pokonał na punkty (22:13) Fundo Mhurę. W ćwierćfinale pokonał na punkty reprezentanta Suazi Musę Ngozo, zapewniając sobie miejsce na podium w kategorii półśredniej. W finale przegrał przed czasem w trzeciej rundzie z Bonganim Mwelase.

## Kariera zawodowa
10 stycznia 2010 stoczył pierwszą zawodową walkę. Przegrał przez techniczny nokaut w drugiej rundzie z rodakiem Idowu Abimbolą. W ciągu całej zawodowej kariery stoczył tylko jeden pojedynek.